# Liste der Stolpersteine im Département Haut-Rhin

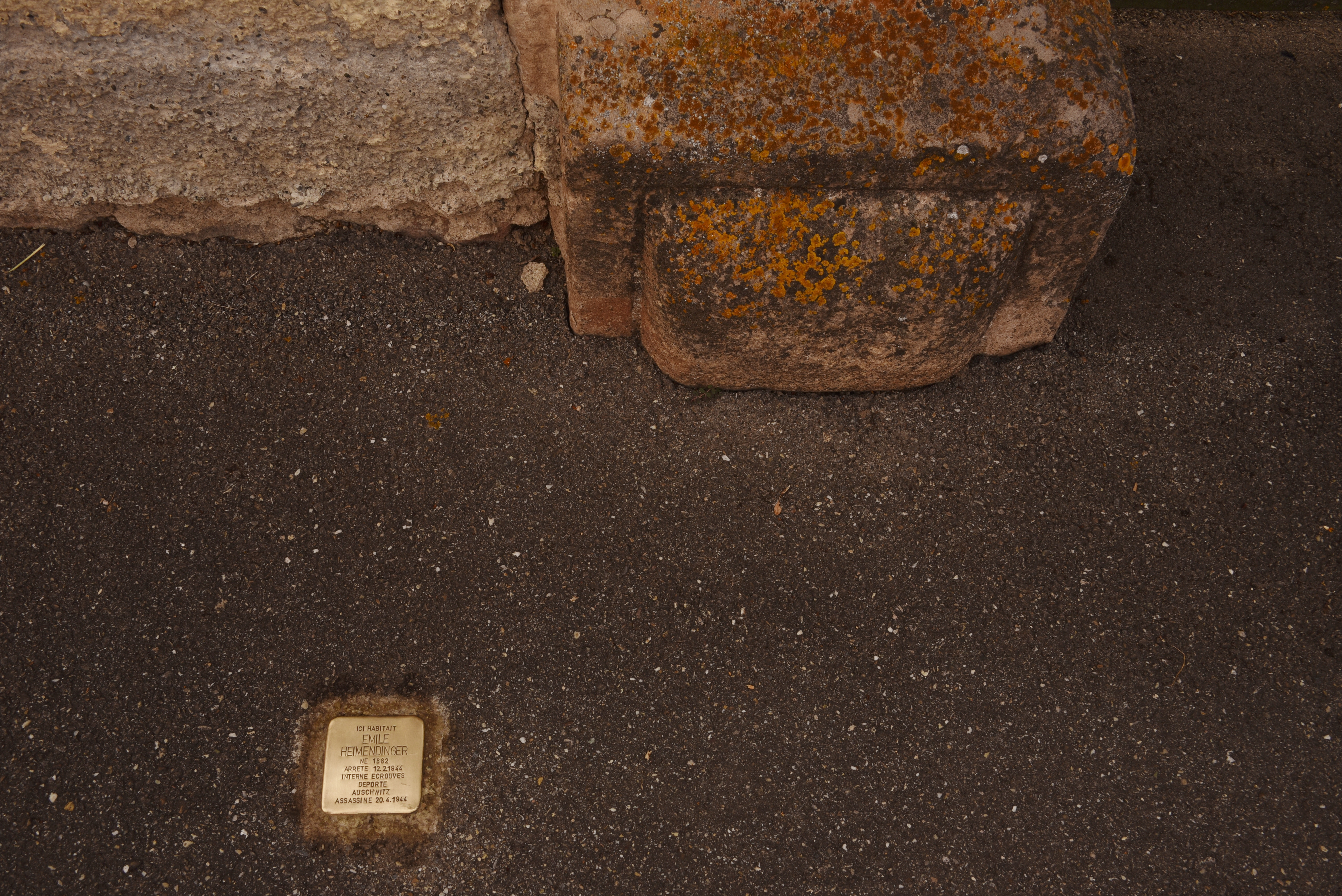
Stolperstein in Grussenheim

Die Liste der Stolpersteine im Département Haut-Rhin enthält die Stolpersteine im französischen Département Haut-Rhin. Sie erinnern an das Schicksal der Menschen, die während der deutschen Besetzung Frankreichs im Zweiten Weltkrieg ermordet, deportiert, vertrieben oder in den Suizid getrieben wurden. Die Stolpersteine wurden von Gunter Demnig verlegt. Sie liegen im Regelfall vor dem letzten selbst gewählten Wohnsitz des Opfers.
Die Stolpersteine werden im französischen Sprachbereich zumeist pavés de mémoire genannt, die wörtliche Übersetzung wäre pierres sur lesquelles on trébuche. Die ersten Verlegungen in diesem Département erfolgten am 1. Mai 2019 in Herrlisheim-près-Colmar.

## Listen der verlegten Steine

### Biesheim
In Biesheim wurden zehn Stolpersteine verlegt.
| Stolperstein | Übersetzung | Verlegeort                   | Name, Leben                                    |
| ------------ | --- | ---------------------------- | ---------------------------------------------- |
|              | HIER WOHNTE CAMILLE BICARD GEBOREN 1903 INTERNIERT IM STALAG XVII A TOT 1.8.1943 WIMPASSING                                                   | 8, rue Lucien Weil Biesheim  | Camille Bicard (1903–1943)                     |
|              | HIER WOHNTE GABRIELLE BICARD GEB. WEILL 1902 VERHAFTET 26.3.1943 INTERNIERT IN EPINAL ECROUVES, DRANCY DEPORTIERT AUSCHWITZ ERMORDET 4.8.1943 | 8, rue des Capucins Biesheim | Gabrielle Bicard (1902–1943)                   |
|              | HIER WOHNTE THEOPHILE BICARD GEBOREN 1889 VERHAFTET 26.3.1943 INTERNIERT IN EPINAL ECROUVES, DRANCY DEPORTIERT AUSCHWITZ ERMORDET 4.8.1943    | 8, rue des Capucins Biesheim | Theophile Bicard (1889–1943)                   |
|              | HIER WOHNTE ISAAC ROTTENBERG GEBOREN 1884 VERHAFTET 21.2.1944 INTERNIERT IN DRANCY DEPORTIERT AUSCHWITZ ERMORDET 12.3.1944                    | 13, Grand'Rue Biesheim       | Isaac Rottenberg (1884–1944)                   |
|              | HIER WOHNTE MELANIE ROTTENBERG GEB. ALEXANDRE 1893 VERHAFTET 21.2.1944 INTERNIERT IN DRANCY UMGEKOMMEN 23.2.1944                              | 13, Grand'Rue Biesheim       | Melanie Rottenberg (1893–1944)                 |
|              | HIER WOHNTE ANDRE ABRAHAM SAMUEL GEBOREN 1925 VERHAFTET 6.4.1944 INTERNIERT IN MARSEILLES DRANCY DEPORTIERT AUSCHWITZ ERMORDET 25.5.1944      | 6a, rue Lucien Weil Biesheim | André Abraham Samuel (1925–1944)               |
|              | HIER WOHNTE HENRIETTE SAMUEL GEB. ULLMANN 1925 VERHAFTET 6.4.1944 INTERNIERT IN MARSEILLES DRANCY DEPORTIERT AUSCHWITZ ERMORDET 25.5.1944     | 6a, rue Lucien Weil Biesheim | Henriette Samuel, geborene Ullmann (1889–1944) |
|              | HIER WOHNTE SIMON SAMUEL GEBOREN 1879 VERHAFTET 6.4.1944 INTERNIERT IN MARSEILLES DRANCY DEPORTIERT AUSCHWITZ ERMORDET 25.5.1944              | 6a, rue Lucien Weil Biesheim | Simon Samuel (1879–1944)                       |
|              | HIER WOHNTE FERNAND SELIGMANN GEB. BICARD 1895 VERHAFTET 24.2.1944 INTERNIERT IN JUSSEY DRANCY DEPORTIERT AUSCHWITZ ERMORDET 12.3.1944        | 8, rue Lucien Weil Biesheim  | Fernande Seligmann (1895–1944)                 |
|              | HIER WOHNTE RENEE SELIGMANN GEBOREN 1933 VERHAFTET 24.2.1944 INTERNIERT IN JUSSEY DRANCY DEPORTIERT AUSCHWITZ ERMORDET 12.3.1944              | 8, rue Lucien Weil Biesheim  | Renée Seligmann (1933–1944)                    |

### Colmar
In Colmar wurden 13 Stolpersteine verlegt.
| Stolperstein | Übersetzung | Verlegeort                               | Name, Leben                   |
| ------------ | --- | ---------------------------------------- | ----------------------------- |
|              | HIER WOHNTE ANDRÉ ARON GEBOREN 1921 VERHAFTET 20.7.1944 INTERNIERT LYON DEPORTIERT AUSCHWITZ ERMORDET 16.8.1944                                 | Rue du Nord Colmar                       | André Aron (1921–1944)        |
|              | HIER WOHNTE CAMILLE BAJONA GEBOREN 1892 VERHAFTET 25.10.1943 INTERNIERT DRANCY DEPORTIERT AUSCHWITZ ERMORDET 25.11.1943                         | 1, rue du Val Saint-Grégoire Colmar      | Camille Bajona (1892–1944)    |
|              | HIER WOHNTE MARGUERITE BAJONA GEB. WEILL GEBOREN 1902 VERHAFTET 25.10.1943 INTERNIERT DRANCY DEPORTIERT AUSCHWITZ ERMORDET 25.11.1943           | 1, rue du Val Saint-Grégoire Colmar      | Marguerite Bajona (1902–1943) |
|              | HIER WOHNTE JACQUES BICKERT GENANNT PICARD GEBOREN 1925 VERHAFTET 23.4.1944 INTERNIERT NICE, DRANCY DEPORTIERT KAUNAS ERMORDET 19.5.1944        | 21, av. de la République Colmar          | Jacques Bickert (1925–1944)   |
|              | HIER WOHNTE MAURICE COLIN GEBOREN 1927 VERHAFTET 24.2.1944 INTERNIERT IN NANCY DEPORTIERT AUSCHWITZ ERMORDET 18.12.1944 FLOSSENBÜRG             | 3, route de Rouffach Colmar              | Maurice Colin (1927–1944)     |
|              | HIER WOHNTE SILVAIN DREYFUS GEBOREN 1886 VERHAFTET 18.5.1944 INTERNIERT CARCASSONNE, DRANCY DEPORTIERT AUSCHWITZ ERMORDET 4.6.1944              | 13b, rue Roesselmann Colmar              | Silvain Dreyfus (1886–1944)   |
|              | HIER WOHNTE SUZANNE DREYFUS GEBOREN 1892 VERHAFTET 18.5.1944 INTERNIERT CARCASSONNE, DRANCY DEPORTIERT AUSCHWITZ ERMORDET 4.6.1944              | 13b, rue Roesselmann Colmar              | Suzanne Dreyfus (1892–1944)   |
|              | HIER WOHNTE LEON HEIMENDINGER JG. 1913 VERHAFTET 12.7.1943 INTERNIERT CLERMONT-FERRAND, DRANCY DEPORTIERT AUSCHWITZ ERMORDET 12.10.1943         | 17, rue de l'Ours Colmar                 | Leon Heimendinger (1913–1943) |
|              | HIER WOHNTE MADELEINE SCHICK GEBOREN 1920 VERHAFTET 12.2.1943 INTERNIERT LYON BEAUNE-LA-ROLANDE, DRANCY DEPORTIERT MAJDANEK ERMORDET [...] 1943 | 5, Rue de la 1ère Armée Française Colmar | Madeleine Schick (1920–1943)  |

### Guebwiller
In Guebwiller wurden im Juni 2023 zehn Stolpersteine verlegt. Sechs weitere folgen am 12. Juni 2025. Geplant sind insgesamt sechzig Stolpersteine.
| Stolperstein | Übersetzung | Verlegeort                            | Name, Leben                            |
| ------------ | --- | ------------------------------------- | -------------------------------------- |
|              | HIER WOHNTE IRMA BLOCH GEBOREN 1893 VERHAFTET 7.2.1944 INTERNIERT DIJON, DRANCY DEPORTIERT AUSCHWITZ ERMORDET 12.3.1944                  | 24, rue Saint-Antoine Guebwiller      | Irma Bloch (1893–1944)                 |
|              | HIER WOHNTE MICHEL GRUMBACH GEBOREN 1879 VERHAFTET 23.5.1944 INTERNIERT LYON, DRANCY DEPORTIERT AUSCHWITZ ERMORDET 5.7.1944              | 10, rue du Général Gouraud Guebwiller | Michel Grumbach (1879–1944)            |
|              | HIER WOHNTE RENEE GRUMBACH GEBOREN 1913 VERHAFTET 23.5.1944 INTERNIERT LYON, DRANCY DEPORTIERT AUSCHWITZ ERMORDET 31.12.1944             | 10, rue du Général Gouraud Guebwiller | Renee Grumbach (1913–1944)             |
|              | HIER WOHNTE LUCIE KAUFFMANN GEB. BRAUN 1891 INTERNIERT ANNEMASSE, DRANCY DEPORTIERT AUSCHWITZ ERMORDET 4.6.1944                          | 110, rue de la République Guebwiller  | Lucie Kauffmann geb. Braun (1891–1944) |
|              | HIER WOHNTE PIERRE KAUFFMANN GEBOREN 1922 VERHAFTET 22.4.1944 INTERNIERT THONON-LES-BAINS, DRANCY DEPORTIERT AUSCHWITZ ERMORDET 2.9.1944 | 110, rue de la République Guebwiller  | Pierre Kauffmann (1922–1944)           |
|              | HIER WOHNTE SUZANNE LEVY GEB. DREYFUS 1883 VERHAFTET 26.4.1944 INTERNIERT LIMOGES, DRANCY DEPORTIERT AUSCHWITZ ERMORDET 28.5.1944        | 113, rue de la République Guebwiller  | Suzanne Levy geb. Dreyfus (1883–1944)  |
|              | HIER WOHNTE MATHIEU RUEFF GEBOREN 1901 VERHAFTET 18.5.1944 INTERNIERT ANNEMASSE, DRANCY DEPORTIERT AUSCHWITZ TOT 8.5.1945                | 7, rue de l'ancien Hôpital Guebwiller | Mathieu Rueff (1901–1945)              |
|              | HIER WOHNTE PAUL RUEFF GEBOREN 1868 VERHAFTET 24.2.1944 INTERNIERT BELFORT, DRANCY DEPORTIERT AUSCHWITZ ERMORDET 12.3.1944               | 7, rue de l'ancien Hôpital Guebwiller | Paul Rueff (1868–1944)                 |
|              | HIER WOHNTE ROSALIE RUEFF GEB. HAAS 1867 VERHAFTET 24.2.1944 INTERNIERT BELFORT, DRANCY DEPORTIERT AUSCHWITZ ERMORDET 12.3.1944          | 7, rue de l'ancien Hôpital Guebwiller | Rosalie Rueff geb. Haas (1867–1944)    |
|              | HIER WOHNTE PAULETTE ULMER GEBOREN 1922 VERHAFTET 7.2.1944 INTERNIERT DIJON, DRANCY DEPORTIERT AUSCHWITZ ERMORDET 12.3.1944              | 24, rue Saint-Antoine Guebwiller      | Paulette Ulmer (1922–1944)             |

### Grussenheim
In Grussenheim wurden am 30. August 2020 vier Stolpersteine verlegt.
| Stolperstein | Übersetzung | Verlegeort                        | Name, Leben                    |
| ------------ | --- | --------------------------------- | ------------------------------ |
|              | HIER WOHNTE LEON BLOCH GEBOREN 1898 VERHAFTET 6.1.1944 INTERNIERT IN LYON DEPORTIERT AUSCHWITZ ERMORDET 8.2.1944               | 35, rue des Vosges Grussenheim    | Leon Bloch (1898–1944)         |
|              | HIER WOHNTE EMILE HEIMENDINGER GEBOREN 1882 VERHAFTET 12.2.1944 INTERNIERT IN ECROUVES DEPORTIERT AUSCHWITZ ERMORDET 20.4.1944 | 15, rue des Vosges Grussenheim    | Emile Heimendinger (1882–1944) |
|              | HIER WOHNTE PAULINE SAMUEL GEBOREN 1884 VERHAFTET IM MÄRZ 1944 INTERNIERT IN DRANCY DEPORTIERT AUSCHWITZ ERMORDET 18.4.1944    | Rue d'Alsace/Rue du N Grussenheim | Pauline Samuel (1884–1944)     |
|              | HIER WOHNTE NATHALIE WEIL GEBOREN 1867 VERHAFTET 26.3.1944 INTERNIERT IN ECROUVES DEPORTIERT 1944 AUSCHWITZ ERMORDET 18.4.1944 | 21, rue des Vosges Grussenheim    | Nathalie Weil (1867–1944)      |

### Herrlisheim-près-Colmar
In Herrlisheim-près-Colmar 24 Stolpersteine an acht Adressen verlegt.
| Stolperstein | Übersetzung | Verlegeort           | Name, Leben                     |
| ------------ | --- | -------------------- | ------------------------------- |
|              | HIER WOHNTE ROGER BICKERT GENANNT BICARD GEBOREN 1921 STO VERHAFTET 30.4.1944 DEPORTIERT 1944 LITHUANIE ERMORDET 25.5.1944                 | 5 rue de la Montagne | Roger Bickert (1921–1944)       |
|              | HIER WOHNTE SERAPHIN BICKERT GENANNT CERF BICARD GEBOREN 1866 VERHAFTET 2.3.1944 INTERNIERT IN DRANCY DEPORTE AUSCHWITZ ERMORDET 13.4.1944 | 5 rue de la Montagne | Seraphin Bickert (1866–1944)    |
|              | HIER WOHNTE ADELE COURLANDER GEBORENE SCHNERB 1869 INTERNIERT IN DRANCY DEPORTEE 1944 AUSCHWITZ ERMORDET 29.4.1944                         | 5 rue de la Montagne | Adèle Courlander (1869–1944)    |
|              | HIER WOHNTE FLORENCE COURLANDER GEBOREN 1911 INTERNIERT DRANCY DEPORTEE 1944 AUSCHWITZ ERMORDET 8.2.1944                                   | 5 rue de la Montagne | Florence Courlander (1911–1944) |
|              | HIER WOHNTE MARTHE EBSTEIN GEBORENE PICARD 1896 VERHAFTET 2.3.1944 INTERNIERT DRANCY DEPORTEE AUSCHWITZ ERMORDET 18.4.1944                 | 5 rue de la Montagne | Marthe Ebstein (1896–1944)      |
|              | HIER WOHNTE CELINE ETTINGER GEBORENE SCHNERB 1886 INTERNIERT IN DRANCY DEPORTEE 1944 AUSCHWITZ ERMORDET 18.4.1944                          | 5 rue de la Montagne | Céline Ettinger (1886–1944)     |
|              | HIER WOHNTE EDMOND ETTINGER GEBOREN 1879 VERHAFTET 13.10.1942 INTERNE DRANCY DEPORTEE 1943 AUSCHWITZ ERMORDET 30.3.1944                    | 5 rue de la Montagne | Edmond Ettinger (1879–1944)     |
|              | HIER WOHNTE BENJAMIN GEISMAR GEBOREN 1862 VERHAFTET 16.3.1944 INTERNE ECROUVES TOT 1.4.1944                                                | 58 rue du Fossé      | Benjamin Geismar (1862–1944)    |
|              | HIER WOHNTE JULIETTE GEISMAR GEBOREN 1872 VERHAFTET16.3.1944 INTERNEE DRANCY DEPORTEE AUSCHWITZ ERMORDET 13.4.1944                         | 11 rue principale    | Julie Geismar (1872–1944)       |
|              | HIER WOHNTE ROSE GEISMAR GEBORENE BLUM 1872 VERHAFTET 16.3.1944 INTERNEE DRANCY DEPORTEE AUSCHWITZ ERMORDET 29.4.1944                      | 58 rue du Fossé      | Rose Geismar (1872–1944)        |
|              | HIER WOHNTE GEORGES GINTZBURGER GEBOREN 1895 VERHAFTET 2.3.1944 INTERNIERT IN DRANCY DEPORTE LITHUANIE ERMORDET 15.5.1944                  | 36 rue du Fossé      | Georges Gintzburger (1895–1944) |
|              | HIER WOHNTE HENRIETTE NEHEIMER GEBORENE BICARD 1894 INTERNIERT IN MALINES DEPORTEE 1942 AUSCHWITZ ERMORDET 26.9.1942                       | 1 rue des Canards    | Henriette Neheimer (1894–1942)  |
|              | HIER WOHNTE FRANCIS PICARD GEBOREN 1932 INTERNIERT IN DRANCY DEPORTE 1944 AUSCHWITZ ERMORDET 15.2.1944                                     | 5 rue de la Montagne | Francis Picard (1932–1944)      |
|              | HIER WOHNTE MARGUERITE PICARD GEBOREN 1900 INTERNIERT IN DRANCY DEPORTEE AUSCHWITZ ERMORDET 13.4.1944                                      | 5 rue de la Montagne | Marguerite Picard (1900–1944)   |
|              | HIER WOHNTE ROGER PICARD GEBOREN 1902 INTERNIERT IN ANGERS DEPORTE 1942 AUSCHWITZ ERMORDET 1.10.1942                                       | 5 rue de la Montagne | Roger Picard (1902–1942)        |
|              | HIER WOHNTE SALOMON SCHNERB GEBOREN 1875 VERHAFTET IM MÄRZ 1944 INTERNIERT IN DRANCY DEPORTE AUSCHWITZ ERMORDET 12.3.1944                  | 5 rue de la Montagne | Salomon Schnerb (1875–1944)     |
|              | HIER WOHNTE MARC SCHWOB GEBOREN 1884 VERHAFTET 26.4.1942 INTERNIERT BEAUNE-LA-ROLANDE DEPORTE AUSCHWITZ ERMORDET 2.7.1942                  | 5 rue de la Montagne | Marc Schwob (1884–1942)         |
|              | HIER WOHNTE MARCEL SCHWOB GEBOREN 1887 INTERNIERT IN PITHIVIERS DEPORTE 1942 AUSCHWITZ ERMORDET 13.8.1942                                  | 6 rue de l'Eglise    | Marcel Schwob (1887–1942)       |
|              | HIER WOHNTE MELANIE SCHWOB GEBORENE BLUM 1902 VERHAFTET 7.4.1944 INTERNIERT IN DRANCY DEPORTEE AUSCHWITZ ERMORDET 29.4.1944                | 5 rue de la Montagne | Mélanie Schwob (1902–1944)      |
|              | HIER WOHNTE CELINE WALLACH GEBORENE SCHWOB 1886 INTERNIERT IN ANGERS DEPORTEE 1942 AUSCHWITZ ERMORDET 21.9.1944                            | 5 rue de la Montagne | Céline Wallach (1886–1942)      |
|              | HIER WOHNTE JACQUELINE WALLACH GEBORENE 1920 INTERNIERT IN ANGERS DEPORTEE 1942 AUSCHWITZ ERMORDET 21.9.1944                               | 5 rue de la Montagne | Jacqueline Wallach (1920–1944)  |
|              | HIER WOHNTE ADELE WEILL GEBOREN 1871 VERHAFTET 25.2.1944 INTERNIERT IN DRANCY TOT 3.3.1944                                                 | 31 rue principale    | Adèle Weill (1871–1944)         |
|              | HIER WOHNTE BLANCHE WEILL GEBOREN 1874 VERHAFTET 25.2.1944 INTERNEE DRANCY DEPORTEE AUSCHWITZ ERMORDET 12.3.1944                           | 31 rue principale    | Blanche Weill (1874–1944)       |
|              | HIER WOHNTE JEAN WEILL GEBOREN 1914 VERHAFTET 2.12.1943 EVASION FÜSILIERT 2.12.1943 VICHY                                                  | 16 rue principale    | Jean Weill (1914-194)           |

### Lautenbach
Im Ortsteil Schweighouse der Gemeinde Lautenbach an zwei Adressen drei Stolpersteine verlegt.
| Stolperstein | Übersetzung | Verlegeort                  | Name, Leben                  |
| ------------ | --- | --------------------------- | ---------------------------- |
|              | HIER WOHNTE CHARLES GALLIATH GEBOREN 1886 VERHAFTET 27.10.1943 INTERNIERT SCHIRMECK DEPORTIERT TREBNITZ, BRESLAU ERMORDET 3.2.1945 NEUSATZ | 3 rue Saint-Michel          | Charles Galliath (1886–1945) |
|              | HIER WOHNTE MATHILDE GALLIATH GEB. GERRER 1887 VERHAFTET 27.10.1943 INTERNIERT SCHIRMECK DEPORTIERT TREBNITZ, BRESLAU BEFREIT NEUSATZ      | 3 rue Saint-Michel          | Mathilde Galliath (1887–)    |
|              | HIER WOHNTE EMILE WEBER GEBOREN 1878 VERHAFTET 1944 INTERNIERT SCHIRMECK DEPORTIERT GAGGENAU BEFREIT                                       | 3 D40 (Kirche Saint Michel) | Emile Weber (1878–)          |

### Neuf-Brisach
In Neuf-Brisach wurden zumindest 17 Stolpersteine verlegt.
| Stolperstein | Übersetzung | Verlegeort                | Name, Leben                        |
| ------------ | --- | ------------------------- | ---------------------------------- |
|              | HIER WOHNTE ARTHUR BORACH GEBOREN 1894 VERHAFTET 4.2.1944 INTERNIERT IN DRANCY DEPORTIERT AUSCHWITZ ERMORDET 12.3.1944          | 7, rue de Colmar          | Arthur Borach (1894–1944)          |
|              | HIER WOHNTE PHILIPPE GIDEMANN GEBOREN 1911 VERHAFTET DEPORTIERT 1943 SCHIRMECK, GAGGENAU BEFREIT TOT 21.7.1945                  | 1, rue de l'Abbé Soehnlin | Philippe Gidemann (1911–1945)      |
|              | HIER WOHNTE DINA HOLZMANN GEBOREN 1930 INTERNIERT CAMP DE LA LANDE DEPORTIERT 1942 AUSCHWITZ ERMORDET 4.10.1942                 | 8, Rue du Temple          | Dina Holzmann (1930–1942)          |
|              | HIER WOHNTE DORA HOLZMANN GEBOREN 1896 INTERNIERT CAMP DE LA LANDE DEPORTIERT 1942 AUSCHWITZ ERMORDET 4.10.1942                 | 8, Rue du Temple          | Dora Holzmann (1896–1942)          |
|              | HIER WOHNTE HELENE SARAH HOLZMANN GEBOREN 1919 INTERNIERT CAMP DE LA LANDE DEPORTIERT 1942 AUSCHWITZ ERMORDET 4.10.1942         | 8, Rue du Temple          | Hélène Sarah Holzmann (1919–1942)  |
|              | HIER WOHNTE HERMANN HOLZMANN GEBOREN 1894 INTERNIERT 30.10.1941 CAMP DE LA LANDE DEPORTIERT 1942 AUSCHWITZ ERMORDET 4.10.1942   | 8, Rue du Temple          | Hermann Holzmann (1894–1942)       |
|              | HIER WOHNTE MIRIAM HOLZMANN GEBOREN 1924 INTERNIERT CAMP DE LA LANDE DEPORTIERT 1942 AUSCHWITZ ERMORDET 4.10.1942               | 8, Rue du Temple          | Miriam Holzmann (1924–1942)        |
|              | HIER WOHNTE PAUL LEVY GEBOREN 1865 INTERNIERT 26.3.1944 NANCY, DRANCY DEPORTIERT AUSCHWITZ ERMORDET 18.4.1944                   | 5, rue Maréchal Foch      | Paul Levy (1865–1944)              |
|              | HIER WOHNTE PAULINE LEVY GEBOREN 1868 INTERNIERT 26.3.1944 NANCY, DRANCY DEPORTIERT AUSCHWITZ ERMORDET 18.4.1944                | 5, rue Maréchal Foch      | Pauline Levy (1868–1944)           |
|              | HIER WOHNTE EMILE SAMUEL GEBOREN 1892 DEPORTIERT 1944 BUCHENWALD ERMORDET 31.1.1945 MAUTHAUSEN                                  | 3, rue d'Angoulême        | Emile Samuel (1892–1945)           |
|              | HIER WOHNTE HELENE SAMUEL GEBOREN 1896 DEPORTIERT 1944 BUCHENWALD ERMORDET 15.1.1945 RAVENSBRÜCK                                | 3, rue d'Angoulême        | Helene Samuel (1898–1945)          |
|              | HIER WOHNTE PALMYRE SAMUEL GEB. BERNHEIM 1888 DEPORTIERT 1944 BUCHENWALD ERMORDET 4.8.1944 RAVENSBRÜCK                          | 3, rue d'Angoulême        | Palmyre Samuel (1888–1944)         |
|              | HIER WOHNTE SALOMON SAMUEL GEBOREN 1896 VERHAFTET 20.8.1941 INTERNIERT IN DRANCY DEPORTIERT 1942 AUSCHWITZ ERMORDET 31.12.1943  | 2, rue de Dermoncourt     | Salomon Samuel (1896–1941)         |
|              | HIER WOHNTE HENRIETTE WEILL GEB. LEVY 1866 INTERNIERT 26.3.1944 NANCY, DRANCY DEPORTIERT AUSCHWITZ ERMORDET 18.4.1944           | 5, rue Maréchal Foch      | Henriette Weill (1866–1944)        |
|              | HIER WOHNTE SUZANNE CAROLINE WEILL GEB. KATZ 1905 INTERNIERT 16.3.1944 ECROUVES, DRANCY DEPORTIERT AUSCHWITZ ERMORDET 18.4.1944 | 6, rue de Strasbourg      | Suzanne Caroline Weill (1905–1944) |
|              | HIER WOHNTE MAURICE WEILL GEB. 1897 INTERNIERT 16.3.1944 ECROUVES, DRANCY DEPORTIERT AUSCHWITZ ERMORDET 18.4.1944               | 6, rue de Strasbourg      | Maurice Weill (1897–1944)          |
|              | HIER WOHNTE JOSE JOSEPH WEILL GEBOREN 1929 INTERNIERT 16.3.1944 ECROUVES, DRANCY DEPORTIERT AUSCHWITZ ERMORDET 18.4.1944        | 6, rue de Strasbourg      | José Joseph Weill (1929–1944)      |

### Soultz-Haut-Rhin
In Soultz-Haut-Rhin wurden an zwei Adressen insgesamt vier Stolpersteine verlegt.
| Stolperstein | Übersetzung | Verlegeort                           | Name, Leben                        |
| ------------ | --- | ------------------------------------ | ---------------------------------- |
|              | HIER WOHNTE BENJAMIN BLOCH GEBOREN 1897 VERHAFTET 11.4.1944 INTERNIERT MOULINS, DRANCY DEPORTIERT AUSCHWITZ ERMORDET 3.5.1944 | 42, rue Jean-Jaurès Soultz-Haut-Rhin | Benjamin Bloch (1897–1944)         |
|              | HIER WOHNTE DORA BLOCH GEB. SIESEL 1905 VERHAFTET 11.4.1944 INTERNIERT MOULINS, DRANCY DEPORTIERT AUSCHWITZ ERMORDET 3.5.1944 | 42, rue Jean-Jaurès Soultz-Haut-Rhin | Dora Bloch geb. Siesel (1905–1943) |
|              | HIER WOHNTE PIERRE BLOCH GEBOREN 1931 VERHAFTET 11.4.1944 INTERNIERT MOULINS, DRANCY DEPORTIERT AUSCHWITZ ERMORDET 3.5.1944   | 42, rue Jean-Jaurès Soultz-Haut-Rhin | Pierre Bloch (1931–1943)           |
|              | HIER WOHNTE MAX MONI REICH GEBOREN 1924 VERHAFTET 21.2.1943 INTERNIERT IN DRANCY DEPORTIERT MAJDANEK ERMORDET 11.3.1943       | 20, rue des Vosges Soultz-Haut-Rhin  | Max Moni Reich (1924–1943)         |

### Turckheim
In Turckheim (dt.: Türkheim) wurden am 2. März 2025 sieben Stolpersteine verlegt.
| Stolperstein | Übersetzung | Verlegeort                     | Name, Leben                |
| ------------ | --- | ------------------------------ | -------------------------- |
|              | HIER WOHNTE PAUL BLATZ GEBOREN 1923 [....]                                                                                         | 2, rue des Tuileries Turckheim | Paul Blatz (1923–1944)     |
| [...]        | |                                |                            |
|              | HIER WOHNTE LÉON KAUFFMANN GEBOREN 1906 [....]                                                                                     | 56, Grand-Rue Turckheim        | Léon Kauffmann (1906–1945) |
|              | HIER WOHNTE YVONNE WEIL GEB. GEISMAR 1907 VERHAFTET 7.4.1944 INTERNIERT LIMOGES DRANCY DEPORTIERT 1944 ERMORDET 4.5.1944 AUSCHWITZ | 63, Grand-Rue Turckheim        | Yvonne Weil (1907–1944)    |

### Wintzenheim
In Wintzenheim werden am 18. Juni 2025 zwei Stolpersteine verlegt.
| Stolperstein | Übersetzung                                                                          | Verlegeort                            | Name, Leben                         |
| ------------ | ------------------------------------------------------------------------------------ | ------------------------------------- | ----------------------------------- |
|              | HIER WOHNTE MARTHE RICHERT GEBOREN 1912 [....]                                       | 35, rue Clemenceau Wintzenheim        | Marthe Richert (1912–)              |
|              | HIER WOHNTE HENRIETTE SCHWAB-PICARD GEBOREN 1912 [....] AUSCHWITZ ERMORDET 28.9.1942 | 4, rue de la Petite Porte Wintzenheim | Henriette Schwab-Picard (1886–1942) |

## Verlegedaten
- 1. Mai 2019: Herrlisheim-près-Colmar
- 30. August 2020: Grussenheim
- 6. Juni 2021: Neuf-Brisach (3, rue d'Angoulême; 7, rue de Colmar; 2, rue Dermoncourt; 5, rue du Maréchal Foch; 1, rue Soehnlin; 6, rue de Strasbourg; 8, rue du Temple)
- 4. April 2022: Biesheim
- 19. Mai 2022: Soultz-Haut-Rhin
- 13. Juni 2023: Lautenbach